# 大湖觀音亭
大湖觀音亭，是位於臺灣高雄市湖內區內的觀音廟，主祀觀音菩薩，與大湖碧湖宮、大湖長壽宮，為高雄市湖內區大湖里三大公廟之一。

## 歷史沿革
林氏十六世祖葉先生，來台時攜觀音菩薩像於自宅設佛堂奉祀，歷經數代演變成今大湖觀音亭。

## 祀神
觀世音菩薩（觀音佛祖）、福德正神、註生娘娘、虎爺